# 順応

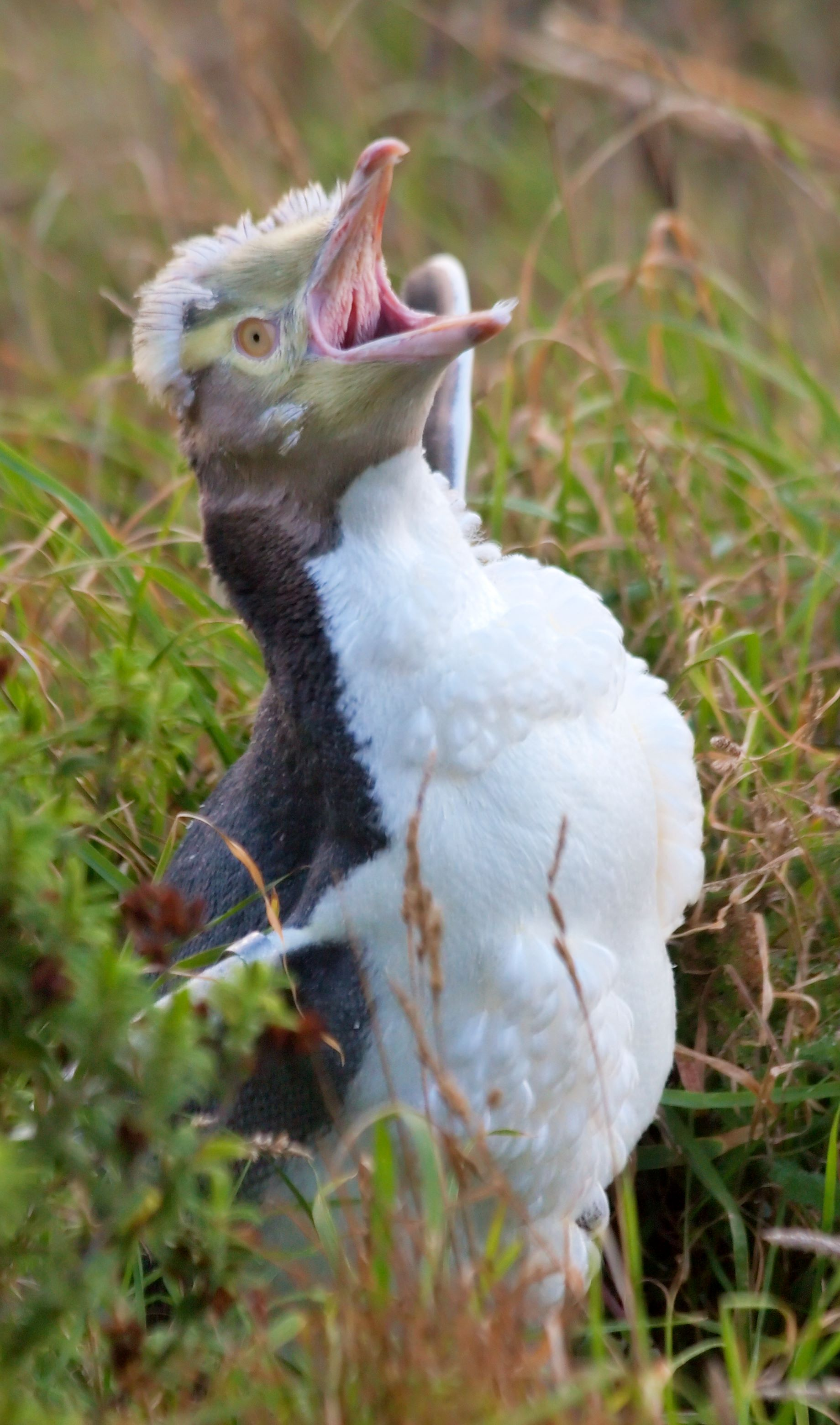
換毛中のキンメペンギン

順応（じゅんのう、英: Acclimatisation）とは、生物の個体がその生態系における変化に対応し、
気温の変動、水や食料の入手状況、その他のストレスを生き延びられるようにする過程である。季節的な気象（climate）と関係していることが多い。
順応は（数日から数週間の）短い期間で起こり、その個体の生涯に収まる（個体だけに留まらない遺伝的な変化は適応である）。これはその場その場で起きる場合も、周期的なサイクルの一部である場合もあり、哺乳類が重い冬毛を抜け落ちさせ軽い夏毛に移行するのは後者の例である。環境が一斉に変化する中でも生物が長い時間をかけて進化することを可能にするので、順応は多くの生物にとって重要な特徴となっている。生物はその形態、行動、物理的および・または生化学的な特質を、自身が直面しているこうした環境的な変化に対応して調節するのである。

## 植物
カエデ、アヤメ、トマトといった多くの植物は、気温が数日から数週間かけて夜ごとに徐々に低下していくなら、氷点下の気温に耐えることができる。同じ気温の低下でも、突然に起きた場合には枯れてしまうことがある。この過程は「ハードニング」と呼ばれ、水分量の減少と糖含量の増加によって樹液の融点を低下させるなどのさまざまな変化が関与している。

## 動物
動物は多様な順応を行う。ヒツジは寒冷・高湿な気候では非常に厚い羊毛を生じさせる。魚類は水温および水質の変化には徐々にしか順応できない。ペットショップで売られる熱帯魚は、この過程が完了するまで専用の袋に入れて管理されることが多い。

## ヒト
ヒトが涼しい、もしくは温暖な環境から高温乾燥の砂漠へと、もしくはその逆へと移動する場合、環境の変化に順応するのに最大で7日間を要する。環境条件の変化を相殺する体内の調整（恒常性を参照）が行われるのである。順応が行われない場合、熱射病、熱痙攣、肺炎などの熱に関連する疾患の高いリスクに晒されることになる。熱に順応したヒトは高熱下でより早く・より多くの汗をかき、より低い心拍数と、より低い皮膚温を持つ。順応と共に、汗の塩類含有量も減少する。
高所への順応には、最初にその高度に達してから数ヶ月から数年もの期間を要し、最終的には、順応がなされていなければ死んでしまうであろう環境での生存が可能となる。高地へと恒久的に移住するヒトは、赤血球を増加させることで血液の酸素運搬能力を高め、大気中の酸素濃度の低さを補うことで新しい環境に自然に順応する。